# アメリカ大陸史

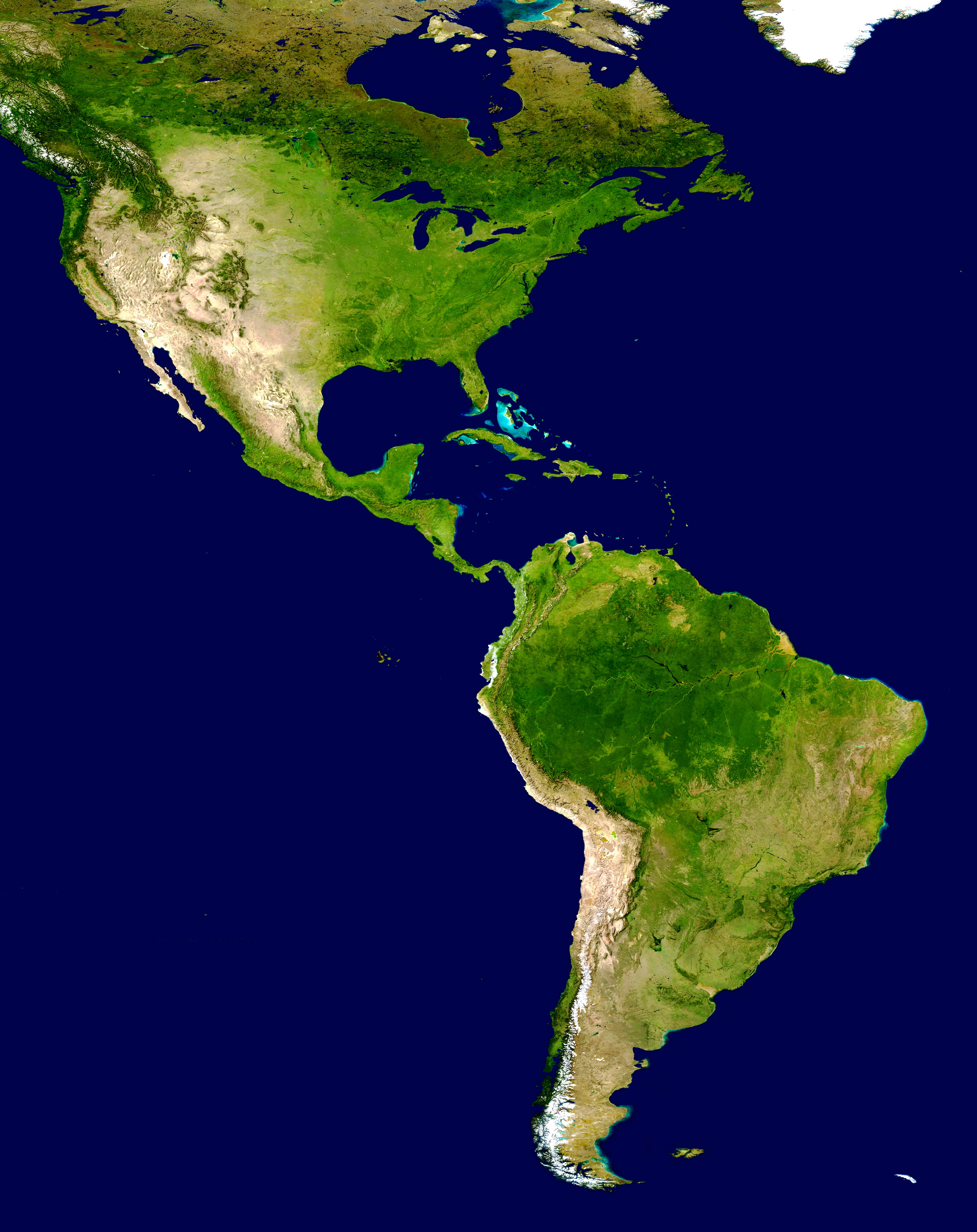
NASAの中解像度スペクトル放射計、MODISという単一遠隔探査装置からのアメリカ大陸の画像。この装置は地球観測衛星'
搭載され地上700 km を廻っている。

アメリカ大陸史（アメリカたいりくし）では、北アメリカ大陸、南アメリカ大陸、さらには中央アメリカとカリブ海諸国の歴史を集合的に扱う。その歴史は氷期の最盛期にアジアからこれら地域に移動してきた人々 に始まっている。これら人々の集団は一般に、10世紀と15世紀にヨーロッパ人が来るまで「旧世界」 からは隔絶されていたと考えられている。
今日のアメリカ大陸先住民の先祖は、北アメリカ大陸に渡ってきた狩猟採集民のパレオ・インディアンである。最も受け入れられている学説に拠れば、彼等はベーリング海峡の冷たい大洋水で陸地が覆われていたベーリング地峡、すなわちベーリンギアを経由してアメリカ大陸に渡ってきたこととなっている。細石器時代の人々はマンモス、古代のバイソンおよびカリブーのような今は絶滅した巨型動物類を追っていたので、大物狩猟者とも言われている。太平洋北部海岸の氷床を伝って北アメリカ大陸に向かった人々もいる可能性がある。
初期移住者によってもたらされた文化の名残が変転して、後に北アメリカ大陸のイロコイ族や南アメリカ大陸のピラハ族のような文化を生んだ。これらの文化は後に文明に発展した。後の時代にこれらの文化は多くの場合、旧世界の文化よりも拡がっていた。発達したあるいは文明化されたと考えられる文化には、カホキア、サポテカ、トルテカ、オルメカ、マヤ、アステカ、タラスコ王国（プレペチャ）、チムーおよびインカの各文明がある。

## 前史

### 南北アメリカ大陸への移動
約300万年前に鮮新世に新北区（北米）と新熱帯区（南米）の間にアメリカ大陸間大交差がおきた。
アメリカ大陸に最初に入った人々集団の到着時期については多くの議論が行われてきた。一般に最初の移動者はベーリング陸橋を渡って北アメリカ大陸に到着したアジア・ノマド（遊牧民）と考えられている。20世紀の大半で科学者達はアメリカ大陸における最初の文化がクローヴィス文化であると考え、その遺跡は13,500年前のものとされていた。
最近の考古学調査による発見によって、この移動には多くの波があり、そのうちの幾つかは紀元前4万年に遡ると言われている。チリ南部のモンテベルデ遺跡での発見は、紀元前12.500年にはすでに南アメリカ大陸南部に人間が居たことを示している。その他パレオ・インディアンの初期人工物が北アメリカ大陸でも南アメリカ大陸でも見つかってきた。放射性炭素年代測定法に拠っても、クローヴィスの遺跡とされるものよりも前と識別された幾つかの考古学遺跡については結論が出ていない。
科学的証拠はアメリカ大陸先住民とシベリア東部の民族とを結びつけている。アメリカ大陸の現代先住民は北アジアの民族と、諸言語、血液型の分布、およびDNAのような分子データによって反映される遺伝情報で結びつけられている。学説ではエスキモーやその関連民族は別にもっと後の時代、おそらく西暦5世紀か6世紀頃に、シベリアからカナダに氷河を渡って到着していたとしている。

### 石器時代（紀元前8000年以前）

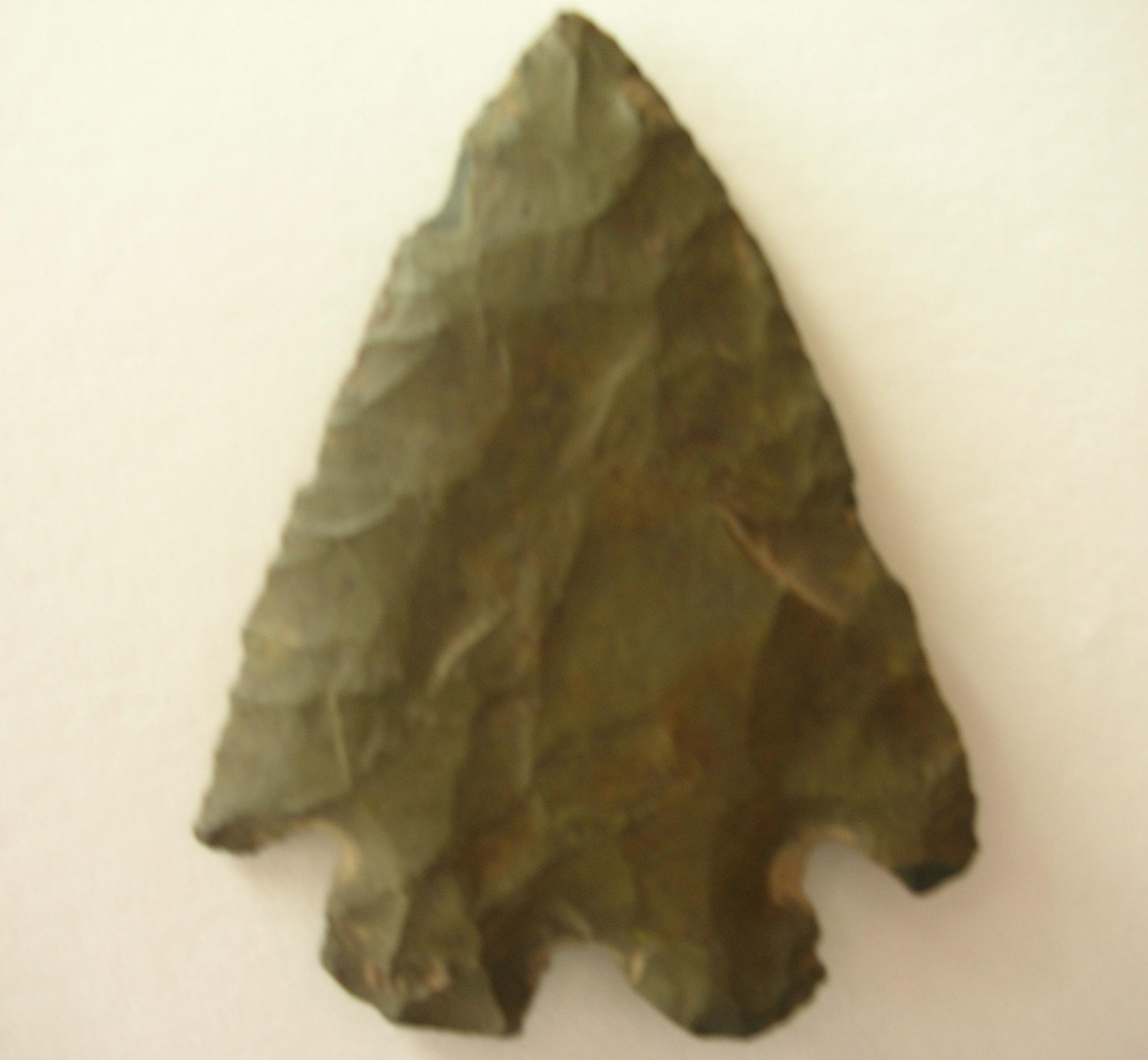
尖頭器

石器時代、すなわちパレオ・インディアン時代は、アメリカ大陸に人類が最初に住んだ時期と言われる最も初期の時代区分であり、後期更新世に掛かっている。この時代は「削片」石器の出現からその名が付けられている。石器特に尖頭器とスクレーパーはアメリカ大陸における最も初期の人間活動の主要な証拠として知られている。打製石器は考古学者や人類学者によって文化の時代を区分するために使われている言葉である。

### 古期（紀元前8000年 - 紀元前1000年）
最初の移住時期から数千年後、狩猟採集民が半農社会に入ったときに最初の複合的文明が起こった。紀元前6000年頃のいわゆる古期中期に定着型集落と識別できるものが現れ始めた。特徴的な文化は古期段階で現れ、容易に分類、識別される。

### 形成期（紀元前2000年 - 西暦500年）
移住後長く経ってから文明が形成された。幾つかの大規模で集権化した文明が西半球で発展した。それらはアンデス山脈中部（エクアドル、ペルー、ボリビア）のノルト・チーコ、チャビン、ナスカ、モチェ、ワリ、キタス、カナリス、チムー、パチャカマ、ティワナク、アイマラとインカ、コロンビアのムイスカ、ドミニカ共和国および西インド諸島の一部のオルメカ、トルテカ、ミシュテカ、サポテカ、タラスコ王国（プレペチャ）、タイノ、北アメリカ大陸南部のアステカとマヤだった。
アステカ、マヤおよびインカの都市は旧世界の大都市と同じくらい大きく組織されており、アステカ帝国の首都テノチティトランでは人口20万人から35万人と推計されている。市内に作られた市場は、コンキスタドール達が到着した時に、それまで見たことも無いくらいに大きなものだったと言われている。カホキア人の首都カホキアは現在のイリノイ州イーストセントルイス近くにあったが、人口が20万人以上に達した可能性がある。その最盛期である12世紀から13世紀には北アメリカ大陸で最も人口の多い都市だった。カホキアの儀式上の中心であるモンクス・マウンドは前史時代の新世界では最大の土盛り工作物である。
これらの文明は農業も発展させ、トウモロコシの穂部長さが2-5 cmのものからおそらく10-15 cmのものまで作っていた。ジャガイモ、トマト、カボチャ、豆類、アボカドおよびカカオがコロンブス以前の農業生産物として評判の良いものだった。この文明では家畜に適した動物が少なかったので広範な家畜飼育には至らなかったが、アンデス山脈ではアルパカやリャマが荷物運びや毛織物と肉の資源として使うために家畜化された。西暦15世紀までにミシシッピ川流域ではトウモロコシがメキシコから導入されて栽培されるようになった。その後の農業の発展はヨーロッパ人の到着によって大きく変えられることになった

## 古典期（西暦800年 - 西暦1300年）
カホキア

### オアシサメリック
プエブロ人
現在のアメリカ合衆国南西部やメキシコ北部となった所にいたプエブロ人は、日干し煉瓦造りのような大きな石造り家屋に住んでいた。彼等は現在アリゾナ州、ニューメキシコ州、ユタ州、コロラド州およびその周辺に住んでいる。

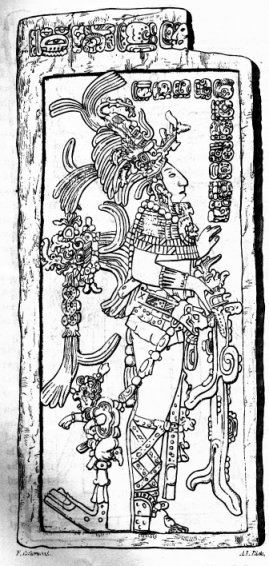
キニチ・カン・バラム2世、古典期のパレンケ支配者、石碑に描かれている

### アリドアメリカ
チチメカ
チチメカはメヒカ（アステカ）が現在のメキシコ北部に住んだ半遊牧的民族の広い範囲に総称的に適用した名前であり、ヨーロッパ人の「ババリアン」（野蛮人）と同じような意味がある。この名前はスペイン人が特にメキシコ北部の半遊牧狩猟採集型民族に言及するときに軽蔑的口調で使われた。
ホーデノソーン

### メソアメリカ
サポテカ文明
サポテカ文明は紀元前1500年頃に現れた。その筆記システムが後にオルメカに影響した。彼等は巨大都市モンテ・アルバンを残した。
オルメカ
オルメカ文明は紀元前1200年頃にメソアメリカに現れ、紀元前400年頃に終わった。オルメカの技術と概念がその没落後に周辺の文化に影響を与えた。この文明はアメリカで筆記システムを開発した最初の文化と考えられた。オルメカが不明の理由でその都市を放棄した後に、マヤ、サポテカおよびテオティワカン文化が起こった。
プレペチャ
プレペチャ族による王国すなわちタラスコ王国は西暦1000年頃にメソアメリカに現れた。彼等は西暦1100年から1530年まで繁栄した。現在でもミチョアカン州に住み続けている。彼等は勇猛な戦士であり、その栄光の時代には決して征服されることなく、アステカの支配から広大な地域を守った。
マヤ
マヤ文明の歴史は3000年に跨っている。マヤは10世紀の終わりに気象の変化によって崩壊した可能性がある。
トルテカ
トルテカは遊牧型民族であり、10世紀から12世紀に栄え、その言語はアステカでも使われた。
テオティワカン
テオティワカン（紀元前4世紀 - 紀元後7世紀ないし8世紀）は都市と同じ名前の帝国を指し、西暦150年から5世紀の間の絶頂期にはメソアメリカの大半を支配した。
アステカ
アステカは14世紀ころにその帝国を建設し始めており、その文明はスペインの征服によって急速に滅んだ。彼等はメソアメリカや周辺の地域に住んだ。その首都テノチティトランは全時代を通じて最大級の都市だった。

### 南アメリカ
ノルテチーコ

インカのキープ、ラルコ博物館蔵

アメリカ大陸で最も古いと考えられる文明は現在のペルーのノルテチーコ地域に設立された。複合的社会が紀元前3000年から同1800年の間に一群の海岸渓谷に現れた。アンデス文明の中で特徴ある記録装置であるキープは明らかにノルテチーコが栄えた時代からのものである。
チャビン
チャビンは、ある推測や考古学的所見に拠れば、紀元前900年（あるいは旧世界と比べ遅い位に）には既に交易ネットワークを構築し農業を発展させた。現在のペルーで海抜3,177 mのチャビンと呼ばれる遺跡で人工物が見つかっている。チャビン文明は紀元前900年から同300年のものである。
インカ
インカ文明はその首都を巨大なクスコの町に置き、1438年から1533年までアンデス山脈地域を支配した。
ケチュア語の「タワンティン・スウユ」すなわち「4つの地域の土地」として知られるインカ文化は高度に傑出し発展した。都市は正確で無類の石造りであり、山岳の多くの高度に合わせて建設された。棚畑が利用可能な農業形態だった。優れた金属加工の証拠があり、脳手術までが成功していた。

## 後古典期（西暦1200年以降）

### ヨーロッパ人による再発見と植民地化

外来国民が北アメリカ大陸の領有権を主張してきた経過、1750年-2008年

中央アメリカと西インド諸島の政治的変遷、1700年以降

ヨーロッパの国々による南アメリカ大陸の支配、1700年以降

アメリカ大陸にインディアンが到着してから数千年後に、この大陸はヨーロッパ人によって「再発見」された。当初ヴァイキングがニューファンドランド島に短期間の開拓地を設立し、現在ではランス・オ・メドーと呼ばれている。旧世界による新世界の発見については他にも推測が成されているが、そのどれも証明されていない（アメリカ大陸の発見を参照）。
1492年のクリストファー・コロンブスの航海によって、ヨーロッパ諸国によるアメリカ大陸の植民地化と先住民の民族浄化が起こった。コロンブスの航海は、航海技術と通信の発展によってその航海の内容を容易に報告でき、西半球に報せることのできるようになった時代に行われた。それは経済競争の激しくなった時代でもあり、各国は競って植民地を造った。
奴隷化、疫病および戦争による先住民の大量死はアメリカ大陸住人の人口や民族意識に大きな変化をもたらした。ヨーロッパ人の侵略によって殺されたアメリカの奴隷労働者は、奴隷貿易を通じてサハラ以南のアフリカから連れてきた労働力で置き換えられた。先住民は次第に少数派となり、ヨーロッパ人とアフリカ人奴隷の数が急速に増加した。アメリカの白人による支配は18世紀後半にアメリカ合衆国で始まったヨーロッパ支配からの独立が拡がる時代を通じて続いた。
しかし、イギリスとスペインの支配地域と植民地化の方法にはかなりの違いがあった。先住民がアメリカ大陸中で死、奴隷化および搾取を味わい、ほとんどどこでも事実上絶滅した一方で、中央アメリカや南アメリカの多くの国では先住民がメスティーソと共に多数民族となっている。さらに重要なことは、南アメリカでは北アメリカに比べてヨーロッパ諸国による植民地化前よりも先住民人口が増えていることである。
アメリカ合衆国における先住民の人口は、実際の人口増加、参入法の変化、および特にメキシコなどラテンアメリカからの移民によって、現在も増え続けている。ただしラテンアメリカからの移民はヒスパニックやラティーノと呼ばれている。

### 植民地時代
新世界における17世紀から19世紀の植民地
- イギリス領北アメリカ / 13植民地
- デンマーク領西インド諸島
- ニューネーデルラント
- ヌーベルフランス
- サン＝ドマング
- ロシア領アラスカ
- ヌエバ・エスパーニャ副王領
  - スペイン領西インド諸島
  - グアテマラ総監領
  - キューバ総監領
  - スパニッシュ・メイン
- ペルー副王領（1542年 - 1824年）
  - アルト・ペルー
  - チリ総監領
- ヌエバ・グラナダ副王領
  - ベネズエラ総監領
- リオ・デ・ラ・プラタ副王領
- ポルトガル領ブラジル（1500年 - 1815年）

### 脱植民地化
新世界における主権国家の形成は1776年のアメリカ合衆国独立宣言に始まった。アメリカ独立戦争は1783年まで続いた。
北アメリカに続き、カリブ海ではフランス領サン＝ドマングにて1791年からトゥーサン・ルーヴェルチュールの指導する黒人奴隷達によって解放戦争が続けられ、1804年にサン＝ドマングはハイチとして独立した（ハイチ革命）。
イスパノアメリカ植民地は19世紀第1四半世紀に南アメリカ独立戦争でその独立を勝ち取った。シモン・ボリーバルとホセ・デ・サン・マルティンがその独立闘争を率いた。ボリーバルは大コロンビア構想やパナマ議会のように大陸のスペイン語圏の国々を政治的に統一しようとしたが、それらの国は急速に互いに独立した姿となり、三国同盟戦争や太平洋戦争のような幾つかの戦争が続いた。ポルトガル領植民地では、ポルトガル王ドン・ジョアン6世の息子、ドン・ペドロ1世（ポルトガル王ペドロ4世）が1822年に国の独立を宣言し、ブラジル初代皇帝になった。これには補償はあったが、ポルトガル王室に平和的に承認された。

### 奴隷制の影響
奴隷制はヨーロッパ諸国によるアメリカ大陸の植民地化後新世界の経済発展に重要な役割を果たした。奴隷は送られていった先の道路建設に貢献した。綿花、タバコおよびサトウキビを収穫し、アメリカ合衆国やカリブ海諸国にとって重要な輸出品になった。

## 20世紀

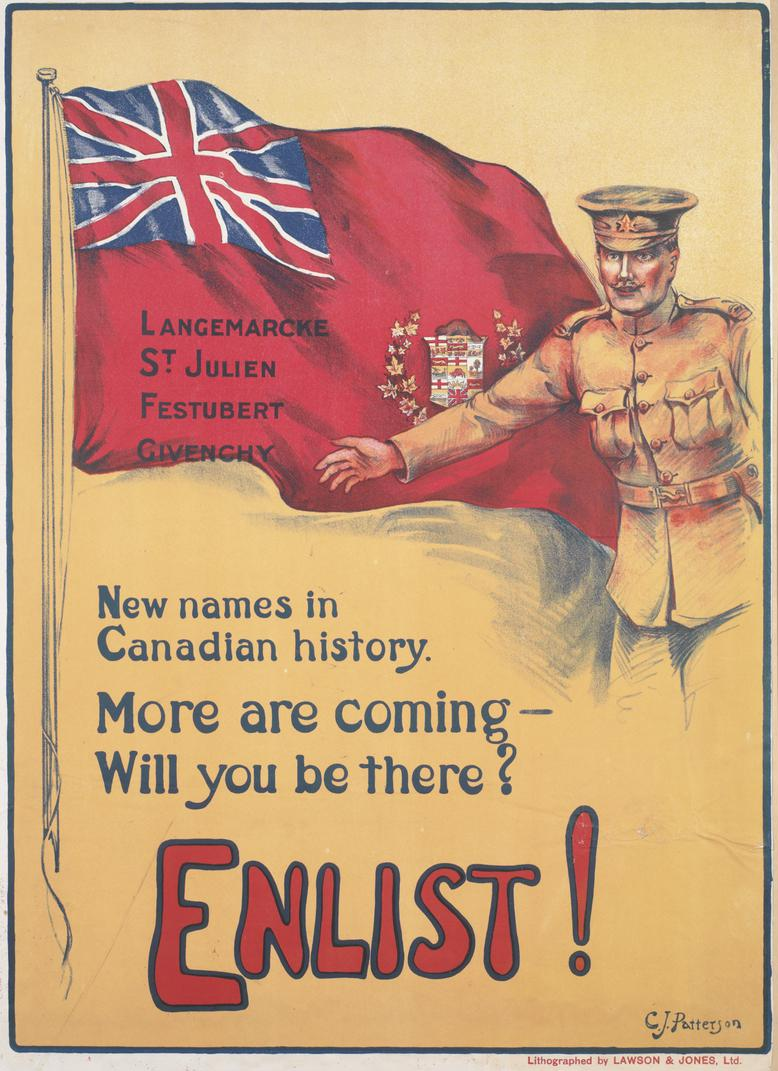
第一次世界大戦時のカナダの徴兵ポスター

### 北アメリカ大陸

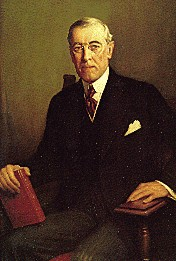
第一次世界大戦への参戦を決断したウッドロウ・ウィルソン大統領

カナダはイギリス帝国の一員として第一次世界大戦が始まると即座に参戦した。この戦争初期の毒ガスが使われたイーペルの戦いを始め幾つかの主要戦闘でその先鋒に立った。その損失が大きくなり、カナダ政府は徴兵制に踏み切ったが、これはフランス系カナダ人の大半の意志に反するものだった。それに続く1917年の徴兵危機のときに、モントリオールの市中で暴動が起こった。ニューファンドランドの新しい自治領は、1916年7月1日、ソンムの戦いの一日目に破壊的な損失を味わった。
アメリカ合衆国は1917年まで大戦から距離を置いていたが、その後に三国協商側で参戦した。両大戦間のヨーロッパを形作った1919年のパリ講和会議では、アメリカ合衆国が重要な役割を演じることができた。当時メキシコはメキシコ革命の渦中にあり、大戦には参戦しなかった。
1920年代はアメリカ合衆国に好景気をもたらし、程度は落ちるもののカナダでも景気が良かった。しかし、1929年のウォール街大暴落が干魃被害と組み合わされて、アメリカ合衆国とカナダに不況の時代をもたらすことになった。1936年から1949年のメキシコでは、1917年のメキシコ憲法に盛り込まれた反聖職者条項によって引き起こされた、反カトリック政府に対する暴動が続いた。
第二次世界大戦では、またしてもカナダが隣国のアメリカ合衆国より先に参戦したが、そのカナダでも日本による真珠湾攻撃以前には大きな貢献ができていなかった。アメリカ合衆国の参戦で同盟国有利の状況に一変した。1942年にアメリカ合衆国に石油を運んでいたメキシコのタンカー2隻がメキシコ湾でドイツ軍に攻撃され沈められた。この事件は当時メキシコが中立であったにも拘わらずに起こった。このことでメキシコは枢軸国に対して宣戦布告し、戦争に参入した。この戦争でヨーロッパが破壊されたために北アメリカ諸国は世界情勢でより重要な役割を果たすようになった。特にアメリカ合衆国は超大国として登場した。
冷戦時代初期では、アメリカ合衆国がメキシコやカナダも加わる西側諸国で最も力有る国となった。アメリカ合衆国の国内では特に人種問題の分野で手に負えない変化が現れた。カナダでは静かなる革命が進行しケベックのナショナリズムが台頭した。メキシコでは第二次世界大戦後に大きな経済成長の時代を経験し、重工業化と中流階級の成長により、「エル・ミラグロ・メヒカーノ」（メキシコの奇跡）と呼ばれる時代となった。カリブ海諸国では脱植民地化が始まり、最大の島国でのキューバ革命によりラテンアメリカにも冷戦がもたらされた。
この頃、アメリカ合衆国は地球的冷戦の一部としてベトナム戦争に巻き込まれた。この戦争はアメリカ社会に大きな不和を生じさせることになり、アメリカ軍はベトナムから撤退した。この時代のカナダはピエール・エリオット・トルドーの指導力が行き渡った。この時代の終わりにあたる1982年にカナダは新しい憲法を制定した。
カナダの後継者ブライアン・マルルーニーはアメリカ合衆国と類似した綱領を採っただけでなく、同国と密接な貿易関係を望んだ。このことで1989年のカナダ・アメリカ自由貿易協定が結ばれた。メキシコは1980年代前半のミゲル・デ・ラ・マドリ・ウルタードと1980年代後半のカルロス・サリナス・デ・ゴルタリ両大統領が自由経済戦略を進め始め、これが良い動きと見られた。しかし、メキシコは1982年に強い不況を経験し、メキシコ・ペソは切り下げられた。1988年に行われた大統領選挙は大変な接戦が予測された。メキシコで最も愛された大統領と言われるラサロ・カルデナスの息子、左翼系候補のクアウテモク・カルデナスが優勢に選挙運動を進め、幾度かの世論調査でもリードしていると報じられた。1988年7月6日の投票日、おそらくは事故によって、政府が投票を数えるために準備したコンピュータIBM AS/400にシステム・シャットダウンが起こった。その事故についてメキシコ政府は単に「システムがクラッシュした」と述べただけだった。システムが回復したとき、制度的革命党の候補者カルロス・サリナスが公式の勝利宣言を行った。非制度的革命党候補者がそこまで大統領の席に近付いたことは無かった。アメリカ合衆国ではロナルド・レーガン大統領が対外政策では反共に向けて国を戻そうと試み、その支持者達は世界で（ソビエト連邦に比べて）道徳的指導力を主張するものとして受け止めた。国内では経済を刺激するために民営化と規制強化を抱き合わせでもたらそうとした。
1990年代には冷戦の終結と持続可能な経済発展時代が同時に起こった。1994年1月1日、カナダ、メキシコおよびアメリカ合衆国は北アメリカ自由貿易協定を締結し、世界でも最大の自由貿易地域を創り出した。当時、先住民ゲリラ組織のサパティスタ民族解放軍が北アメリカ自由貿易協定に抗議して、メキシコ政府と新自由主義に対して宣戦布告した。2000年、70年間以上にわたるメキシコ合衆国の歴史の中で、ビセンテ・フォックス・ケサーダが非制度的革命党の候補者として初めてメキシコ大統領に就いた。1990年代の楽観主義はアメリカ合衆国における2001年9月11日のアメリカ同時多発テロ事件で粉砕され、アメリカはアフガニスタンに軍事侵攻し、カナダも追随した。しかし、アメリカがイラクに侵攻したときは、カナダはこれを支持しなかった。

### 中央アメリカ
| 面積 | 560,988 km2                                                                                 |
| 人口 | 50,807,778 人                                                                               |
| 国   | ベリーズ コスタリカ グアテマラ ホンジュラス ニカラグア パナマ エルサルバドル ドミニカ共和国 |

中央アメリカの再統合という概念は、長年政治的統合を続けることに失敗してきたにも拘わらず、それぞれの国の指導者が熱心さに欠けていたものの何度も何度も起こってきた。1856年から1857年、この地域はアメリカ合衆国の冒険家ウィリアム・ウォーカーによる侵略を撃退するための軍事同盟を結ぶことに成功した。今日でも5カ国全ての国旗は古い連邦のモチーフである2本の青の帯で中央の白の帯を挟むパターンを保持している。コスタリカだけは5カ国の中で地域統合に消極的だったので、1848年にその国旗を大幅に変え、青色を濃くし、フランスのトリコロールに敬意を表して2倍の幅の赤い帯を加えた。
1907年、中央アメリカ裁判所が創設された。1960年12月13日、グアテマラ、エルサルバドル、ホンジュラスおよびニカラグアが中央アメリカ共通市場（CACM)を設立した。コスタリカだけはその相対的経済繁栄度と政治的安定性のために参加しない道を選んだ。中央アメリカ共通市場の目的はより大きな政治的統合を作ることであり、輸入代替工業化政策の成功を目した。この計画は即座の経済的成功を生んだが、1969年にエルサルバドルとホンジュラスの間で「サッカー戦争」が起きた後に放棄された。1991年以降、中央アメリカ議会が純粋に諮問機関として運営されている。コスタリカはこの地域議会への加入要請を繰り返し断っており、その議席は他の4カ国と共にパナマやドミニカ共和国で補われている。

### 南アメリカ大陸
1960年代と1970年代、アルゼンチン、ブラジル、チリおよびウルグアイの政府はアメリカ合衆国と同盟した軍事独裁政権によって転覆あるいは置き換えられた。これら軍事独裁政権は数万人規模の政治犯を拘束し、その多くは拷問を受けたり殺されたりした。これらの国は経済的には新自由主義政策への転換を始めた。国内の転覆騒ぎに対しては、アメリカ合衆国の「国家安全保障」という冷戦原理の中で独自の行動を採った。1980年代と1990年代を通じて、ペルーは内部闘争を味わった（トゥパク・アマル革命運動とセンデロ・ルミノソを参照）。革命運動と右翼軍事独裁政権が日常のことだったが、1980年代から大陸全体に民主化の波が押し寄せ、現在は民主主義のルールが浸透している。汚職の告発は今でも日常のことであり、幾つかの国は大統領の辞任を強いるような危機を経験したが、普通の文民政府が続いている。
極最近の例で21世紀初期にはアルゼンチンの経済危機（1999年-2002年）に見られるように開発途上国債務が顕著な問題になってきた。近年南米諸国は左傾化し、チリ、ボリビア、ブラジル、ベネズエラでは社会党や労働党の指導者が、アルゼンチンとウルグアイでは社会党出身ではないものの左派の大統領が生まれた。このような左傾化にも拘わらず、南アメリカは全体的には資本主義国のままである。南米諸国連合の設立により、欧州連合のような形で政治的統合の計画を作り、経済統合への道を歩み始めた。
| 国または 領土と国旗                                         | 国土面積 (km2) (per sq mi)      | 人口 (July 2009 est.) | 人口密度 人/km2        | 首都                   |
| ----------------------------------------------------------- | ------------------------------- | --------------------- | ---------------------- | ---------------------- |
| アルゼンチン                                                | 2,766,890 km2 (1,068,300 sq mi) | 40,482,000            | 14.3/km2 (37/sq mi)    | ブエノスアイレス       |
| ボリビア                                                    | 1,098,580 km2 (424,160 sq mi)   | 9,863,000             | 8.4/km2 (21.8/sq mi)   | ラパス                 |
| ブラジル                                                    | 8,514,877 km2 (3,287,612 sq mi) | 191,241,714           | 22.0/km2 (57/sq mi)    | ブラジリア             |
| チリ                                                        | 756,950 km2 (292,260 sq mi)     | 16,928,873            | 22/km2 (57/sq mi)      | サンティアゴ・デ・チレ |
| コロンビア                                                  | 1,138,910 km2 (439,740 sq mi)   | 45,928,970            | 40/km2 (103.6/sq mi)   | ボゴタ                 |
| エクアドル                                                  | 283,560 km2 (109,480 sq mi)     | 14,573,101            | 53.8/km2 (139.3/sq mi) | キト                   |
| フォークランド諸島 (United Kingdom)                         | 12,173 km2 (4,700 sq mi)        | 3,140                 | 0.26/km2 (0.7/sq mi)   | ポートスタンレー       |
| フランス領ギアナ (France)                                   | 91,000 km2 (35,000 sq mi)       | 221,500               | 2.7/km2 (5.4/sq mi)    | カイエンヌ             |
| ガイアナ                                                    | 214,999 km2 (83,012 sq mi)      | 772,298               | 3.5/km2 (9.1/sq mi)    | ジョージタウン         |
| パラグアイ                                                  | 406,750 km2 (157,050 sq mi)     | 6,831,306             | 15.6/km2 (40.4/sq mi)  | アスンシオン           |
| ペルー                                                      | 1,285,220 km2 (496,230 sq mi)   | 29,132,013            | 22/km2 (57/sq mi)      | リマ                   |
| サウスジョージア・サウスサンドウィッチ諸島 (United Kingdom) | 3,093 km2 (1,194 sq mi)         | 20                    | 0/km2 (0/sq mi)        | グリトビケン           |
| スリナム                                                    | 163,270 km2 (63,040 sq mi)      | 472,000               | 3/km2 (7.8/sq mi)      | パラマリボ             |
| ウルグアイ                                                  | 176,220 km2 (68,040 sq mi)      | 3,477,780             | 19.4/km2 (50.2/sq mi)  | モンテビデオ           |
| ベネズエラ                                                  | 912,050 km2 (352,140 sq mi)     | 26,814,843            | 30.2/km2 (72/sq mi)    | カラカス               |
| 合計                                                        | 17,824,513                      | 385,742,554           | 21.5/km2               |                        |